# Zbigniew Strzałkowski (pisarz)
Zbigniew Strzałkowski (ur. 12 października 1933 w Drohiczynie Poleskim, zm. 28 lutego 2017 w Lublinie) – polski poeta, prozaik, artysta grafik.

## Życiorys
Ukończył studia w zakresie historii sztuki na Wydziale Humanistycznym Katolickiego Uniwersytetu Lubelskiego. W latach 1952–1957 pracował jako nauczyciel najpierw w Koźlu, a od 1957 roku w Lublinie. W 1959 roku debiutował na łamach prasy jako poeta. Pięciokrotnie wyróżniony w konkursie o Nagrodę Czerwonej Róży (1965–1968 i 1970).
Od 1958 roku tworzył ekslibrisy w technikach linorytu, cynkotypii kreskowej i rysunku.

## Twórczość literacka
- Inwokacje zielone
- Punkt odniesienia
- Odmienianie czasu
- Dom pełen marzeń
- Pory roku